# Oggetti non stellari nella costellazione della Gru
Principali Oggetti non stellari visibili nella costellazione della Gru.

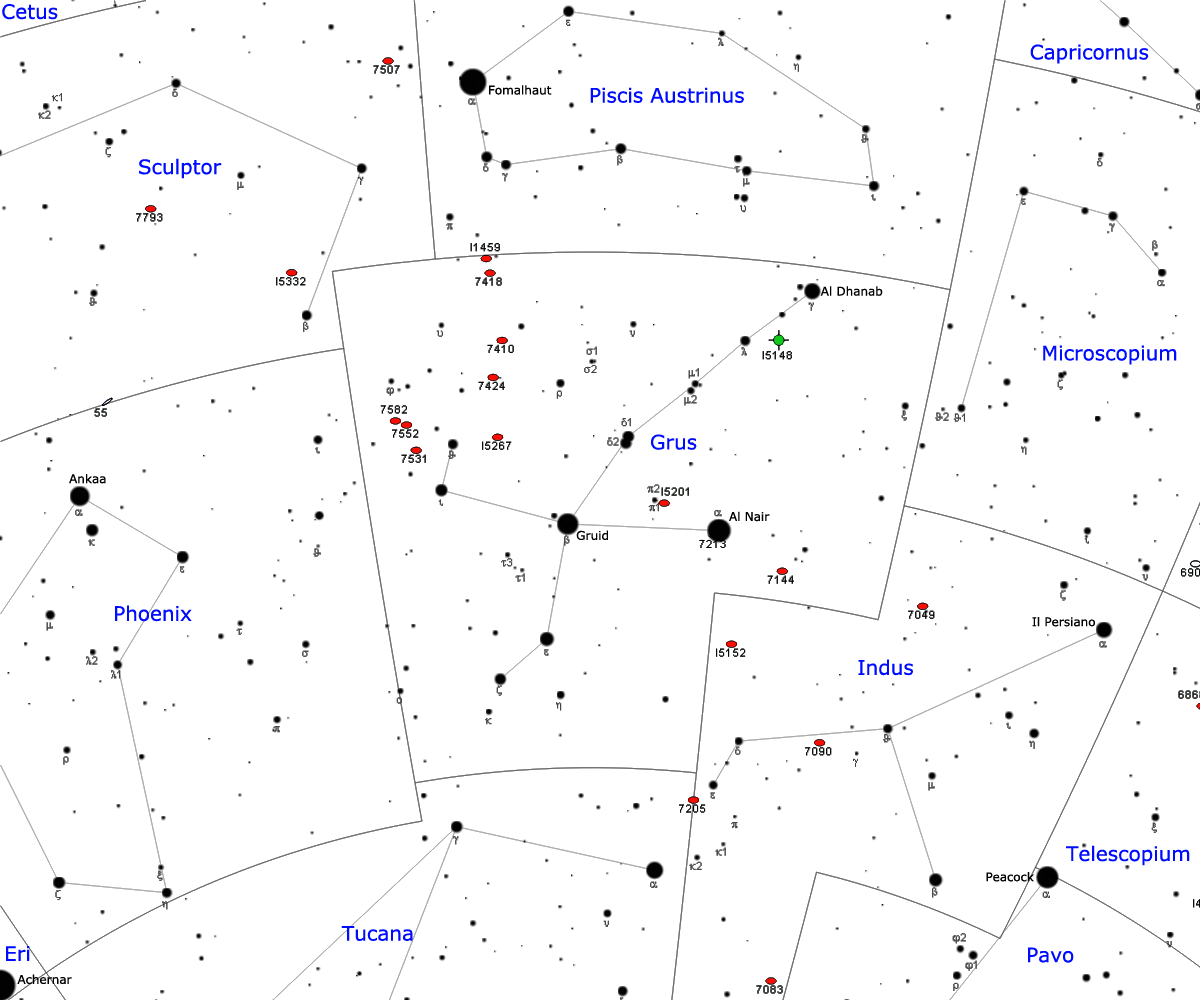
Mappa della costellazione della Gru.

## Nebulose planetarie
- IC 5148

## Galassie
- ESO 239-2 (galassie interagenti)
- IC 1459
- IC 5201
- IC 5267
- NGC 7144
- NGC 7213
- NGC 7410
- NGC 7424
- NGC 7552
- NGC 7582

## Ammassi di galassie
- Abell S1063
- ClG J2143-4423
- Superammasso del Pesce Australe
- Superammasso della Gru